# Pålsundsbron
Pålsundsbron è un ponte nel centro di Stoccolma, in Svezia. Disteso sul piccolo corso d'acqua di Pålsundet, il ponte collega l'isola principale di Södermalm alla piccola isola di Långholmen.
Il nome Pålsundet, su vecchie mappe chiamate Påhl Sundet, o Pålsund, si riferisce ai pali che bloccano il canale dalle navi che cercano di raggiungere il centro di Stoccolma senza pagare il dazio richiesto. Inoltre, una catena di ferro servì allo stesso scopo, per spingere le navi, e fu demolita durante gli anni '30. Il ponte era conosciuto come Mälarvarvsbron ("Il ponte del cantiere navale di Mälaren") o più localmente Varvsbron fino al 1948 quando ha ricevuto il suo nome attuale.
Il ponte originale su questa posizione, dopo Långholmsbron, il secondo ponte che si estende su Tillsundet, fu costruito nel 1907 come un ponte di legno a capriate. Era largo 3,8 metri, con una lunghezza totale di 56 metri che si estendeva su una lunghezza di otto 7 metri, o che la campata centrale era una bascula a molla che estendeva la distanza orizzontale di 3,7 metri.
Nel 1947, il ponte di legno fu sostituito da un ponte ad arco in acciaio che si estendeva per 52,5 metri in un'unica campata, con una larghezza di 4,5 metri. I suoi archi in acciaio furono usati cinque anni prima per la fusione dell'arco di cemento di Kungsbron.